# Triviinae
Triviinae is een onderfamilie van weekdieren uit de klasse van de Gastropoda (slakken).

## Geslachten
- Cleotrivia Iredale, 1930
- Dolichupis Iredale, 1930
- Ellatrivia Cotton & Godfrey, 1932
- Gregoia Fehse, 2015
- Niveria Jousseaume, 1884
- Novatrivia Fehse, 2015
- Pseudopusula Fehse & Grego, 2014
- Purpurcapsula Fehse & Grego, 2009
- Pusula Jousseaume, 1884
- Quasipusula Fehse & Grego, 2014
- Semitrivia Cossmann, 1903
- Trivellona Iredale, 1931
- Trivia Gray, 1837
- Triviella Jousseaume, 1884
- Trivirostra Jousseaume, 1884